# Prix Ursula Franklin pour l'étude du genre
Le Prix Ursula Franklin pour l'étude du genre (anciennement simplement le Prix pour l'étude du genre) est un prix créé par la Société royale du Canada en 1999, accordé en reconnaissance d'une contribution importante dans le domaine des sciences sociales ou humaines à notre compréhension des questions liées au genre. Il est remis sur une base bisannuelle.
Il est nommé d'après Ursula Franklin, une scientifique, auteure et activiste canadienne.

## Lauréat
- 2002 - Micheline Dumont
- 2004 - Margaret Gillett
- 2006 - Cecilia Benoit
- 2008 - Christine Overall
- 2010 - Shahrzad Mojab
- 2012 - Francine Descarries
- 2014 - Sylvia Bashevkin
- 2016 - Lorraine Code[2]